# Seven de Nueva Zelanda 2011
El Seven de Nueva Zelanda de 2011 fue la duodécima edición del torneo de rugby 7 y el tercer torneo de la temporada 2010-11 de la Serie Mundial Masculina de Rugby 7.
Se disputó en la instalaciones del Westpac Stadium de Wellington.

## Fase de grupos

### Grupo A
| Equipo         | Encuentros | Encuentros | Encuentros | Encuentros | Tantos  | Tantos    | Tantos     | Puntos |
| Equipo         | jugados    | ganados    | empatados  | perdidos   | a favor | en contra | diferencia | Puntos |
| -------------- | ---------- | ---------- | ---------- | ---------- | ------- | --------- | ---------- | ------ |
| Inglaterra     | 3          | 3          | 0          | 0          | 85      | 36        | +49        | 9      |
| Gales          | 3          | 2          | 0          | 1          | 74      | 50        | +24        | 7      |
| Estados Unidos | 3          | 1          | 0          | 2          | 36      | 81        | −45        | 5      |
| Islas Cook     | 3          | 0          | 0          | 3          | 43      | 71        | −28        | 3      |

Nota: Se otorgan 3 puntos al equipo que gane un partido, 2 al que empate y 1 al que pierda

### Grupo B
| Equipo             | Encuentros | Encuentros | Encuentros | Encuentros | Tantos  | Tantos    | Tantos     | Puntos |
| Equipo             | jugados    | ganados    | empatados  | perdidos   | a favor | en contra | diferencia | Puntos |
| ------------------ | ---------- | ---------- | ---------- | ---------- | ------- | --------- | ---------- | ------ |
| Nueva Zelanda      | 3          | 3          | 0          | 0          | 108     | 19        | +89        | 9      |
| Argentina          | 3          | 2          | 0          | 1          | 43      | 58        | −15        | 7      |
| Papúa Nueva Guinea | 3          | 1          | 0          | 2          | 24      | 71        | −47        | 5      |
| Escocia            | 3          | 0          | 0          | 3          | 38      | 65        | −27        | 3      |

### Grupo C
| Equipo    | Encuentros | Encuentros | Encuentros | Encuentros | Tantos  | Tantos    | Tantos     | Puntos |
| Equipo    | jugados    | ganados    | empatados  | perdidos   | a favor | en contra | diferencia | Puntos |
| --------- | ---------- | ---------- | ---------- | ---------- | ------- | --------- | ---------- | ------ |
| Australia | 3          | 3          | 0          | 0          | 97      | 31        | +66        | 9      |
| Samoa     | 3          | 2          | 0          | 1          | 46      | 50        | −4         | 7      |
| Tonga     | 3          | 1          | 0          | 2          | 24      | 74        | −50        | 5      |
| Kenia     | 3          | 0          | 0          | 3          | 50      | 62        | −12        | 3      |

### Grupo D
| Equipo    | Encuentros | Encuentros | Encuentros | Encuentros | Tantos  | Tantos    | Tantos     | Puntos |
| Equipo    | jugados    | ganados    | empatados  | perdidos   | a favor | en contra | diferencia | Puntos |
| --------- | ---------- | ---------- | ---------- | ---------- | ------- | --------- | ---------- | ------ |
| Fiyi      | 3          | 2          | 1          | 0          | 87      | 7         | +80        | 8      |
| Sudáfrica | 3          | 1          | 1          | 1          | 50      | 26        | +24        | 6      |
| Canadá    | 3          | 1          | 0          | 2          | 24      | 83        | −59        | 5      |
| Francia   | 3          | 1          | 0          | 2          | 28      | 73        | −45        | 5      |

## Fase Final

### Cuartos de final
| 5 de febrero | Inglaterra | 14 - 7 | Argentina |  |  |

| 5 de febrero | Fiyi | 5 - 12 | Samoa |  |  |

| 5 de febrero | Australia | 14 - 7 | Sudáfrica |  |  |

| 5 de febrero | Nueva Zelanda | 26 - 5 | Gales |  |  |

### Semifinal
| 5 de febrero | Inglaterra | 7 - 5 | Samoa |  |  |

| 5 de febrero | Australia | 0 - 17 | Nueva Zelanda |  |  |

### Final
| 5 de febrero | Inglaterra | 14 - 29 | Nueva Zelanda |  |  |

| Bandera de Nueva Zelanda |
| Campeón Nueva Zelanda    |
| 2º título del circuito   |